# 周士英
周士英（？—1602年），字元囗，號惺莪，直隸常州府武進縣人，明朝政治人物。

## 生平
萬曆十三年（1585年）乙酉科應天鄉試舉人。萬曆二十年（1592年），登壬辰科第三甲第四十六名進士，兵部觀政，六月授浙江义乌县知县，二十六年擢吏部考功司主事，二十七年調文选司，本年升验封司员外郎，二十八年調考功司，二十九年仕至吏部考功司郎中，本年养病。二十九年會試同考，三十年卒。

## 家族
曾祖周廷璋；祖父周儀；父周誥。